# Rodolfo II de Sajonia-Wittenberg
Rodolfo II, duque de Sajonia-Wittenberg, apodado Rodolfo el Ciego (h. 1307 - Wittenberg, 6 de diciembre de 1370), un miembro de la Casa de Ascania, fue duque de Sajonia-Wittenberg y elector de Sajonia desde 1356 hasta su muerte. Fue el hijo mayor del duque Rodolfo I de Sajonia-Wittenberg y su esposa, Judith de Brandeburgo-Salzwedel.

## Biografía
Rodolfo II actuó en el servicio diplomático de su padre desde temprana edad. El 25 de agosto de 1345, luchó de parte del rey Felipe VI de Francia en la batalla de Crécy. Después de que el rey Juan de Bohemia muriese, Rodolfo II asumió el liderazgo de las tropas auxiliares alemanas. Aunque Francia perdió la batalla, Felipe VI agradeció a Rodolfo II y le dio una espina ensangrentada que dijo que era parte de la Corona de espinas. En aquellos días, los objetos que se consideraban reliquias eran muy veneradas y un regalo semejante era muy valioso. Era incluso valioso económicamente, como el lugar donde tal reliquia se mantenía, atraía grandes números de peregrinos, proporcionando una fuente de ingresos constante. Su padre y su madrastra habían construido una capilla basilical en la iglesia de Todos los Santos en Wittenberg. Debido a la adquisición de la reliquia, esta capilla evolucionó a la sede de un preboste. Después de la muerte de su padre, Rodolfo II confirmó los derechos de la Iglesia y expandió sus posesiones.
Cuando Rodolfo I sintió que él era demasiado viejo para viajar a la dieta imperial, dio a Rodolfo II el poder de representarlo en la dieta. Después de que Rodolfo I muriera el 12 de marzo de 1356, Rodolfo II pidió a la corte imperial en Metz el 27 de diciembre de 1356 que confirmase los derechos de la línea Sajonia-Wittenberg de la Casa de Ascania, contra las reclamaciones opuestas de la línea Sajonia-Lauenburgo.
Rodolfo II siguió la misma política que su padre. Como su padre, tuvo que enfrentarse a las reclamaciones sobre el voto electoral sajón por parte de la línea Sajonia-Lauenburg, y en el condado de Brehna por los margraves de Meissen de la Casa de Wettin, que había tenido una vez Brehna. Cuando los Wettin empezaron también a cuestionar sus derechos sobre Herzberg, Prettin, Trebnitz, Klöden, Pretzsch, Schmiedeberg y otras posesiones, tuvo que responder militarmente. Este conflicto y otras actividades políticas consumieron sus fuentes financieras. En 1359, vendió la ciudad de Allstedt a Gerardo XIV de Querfurt e intercambió el castillo de Gatterslaben con el arzobispo Dietrich de Magdeburgo por el Castillo de Wiesenburg y Schweinitz.

### Adquisiciones territoriales
En 1360, adquirió el Señorío de Liebenwerda, que limitaba con su territorio por el lado oriental. En 1370, adquirieron el condado de Barby con el castillo Walternien, que dio a la familia Barby como un feudo.
En 1369, Guillermo II, el último príncipe de Luneburgo murió y el emperador Carlos IV gobernó el principado de Luneburgo fue un feudo completado y se lo entregó a Alberto, quien era nieto de Guillermo II vía su madre y sobrino de Rodolfo II por vía de su padre. El duque Magnus II Torquatus de Brunswick-Wolfenbüttel no estuvo conforme con este resultado, lo que llevó a la Guerra de sucesión de Luneburgo, que duró más allá de la muerte de Rodolfo II.

### Política doméstica
Un tema principal de las actividades domésticas fue su regreso para asegurar sus ingresos. Por ejemplo, dio la ciudad de Herzberg el derecho a explotar las minas de sal y protegió la ruta de la sal combatiendo a los barones ladrones, puso fuera de la ley tales prácticas y concluyó alianzas con otras ciudades. En 1358, durante su reinado, destruyó el castillo de Ließnitz, una gruta de ladrones en el lugar donde se construiría más tarde la ciudad de Kropstädt. Arbitró en una disputa entre la iglesia del castillo y la iglesia de la ciudad de Wittenberg.
Desde 1370, se llamó a sí mismo Elector de Sajonia, un título que le había sido otorgado por la Bula de Oro de 1356. Hacia el final de su vida, perdió casi completamente su vista, lo que hizo que obtuviese el apodo de Rodolfo el Ciego.

## Fallecimiento
Rodolfo II murió el 6 de diciembre de 1370.Como no tenía hijos, ni descendientes masculinos, le sucedió su hermano más joven, Venceslao I.
Durante las excavaciones en el lugar de un antiguo monasterio franciscano en Wittenberg en 2009, la tumba de Rodolfo fue descubierta por arqueólogos. Había sido enterrado en un ataúd de madera, junto a su esposa y su hija. Su espada y su sello de plomo fueron puestos en su tumba.

## Matrimonio y descendencia
Antes del 8 de mayo de 1336, Rodolfo II se casó con Isabel (m. 30 de mayo de 1373, enterrado en el monasterio franciscano de Wittenberg), la hija del landgrave Otón de Hesse. Tuvieron una hija:
- Isabel (m. joven 1353, enterrada en el monasterio franciscano de Wittenberg).[1]

Las fuentes (incluyendo la Wikipedia alemana) mencionan un segundo matrimonio con Isabel (m. el 15 de noviembre de 1373), la hija del conde Ulrico II de Lindow-Ruppin, y la existencia de un hijo, ALberto, que murió poco después de su nacimiento en 1371. Sin embargo, esto parece improbable, porque los hallazgos en el monasterio de Wittenberg en 2009 mostró que Rodolfo II fue enterrado con su esposa de Hesse (presumiblemente la única porque no hay rastro alguno de otra consorte) y una hija (que también descartó la existencia de una segunda hija del "primer" matrimonio, Beate, que moriría h. 1373).

## Ancestros
|  |                                                             |  |  |  |  |  |  |  |  |  |  |  |  |  |  |  |
|  | 16. Bernardo de Anhalt                                      |  |  |  |  |  |  |  |  |  |  |  |  |  |  |  |
|  |                                                             |  |  |  |  |  |  |  |  |  |  |  |  |  |  |  |
|  |                                                             |  |  |  |  |  |  |  |  |  |  |  |  |  |  |  |
|  | 8. Alberto I, duque de Sajonia                              |  |  |  |  |  |  |  |  |  |  |  |  |  |  |  |
|  |                                                             |  |  |  |  |  |  |  |  |  |  |  |  |  |  |  |
|  |                                                             |  |  |  |  |  |  |  |  |  |  |  |  |  |  |  |
|  | 17. Brígida de Dinamarca                                    |  |  |  |  |  |  |  |  |  |  |  |  |  |  |  |
|  |                                                             |  |  |  |  |  |  |  |  |  |  |  |  |  |  |  |
|  |                                                             |  |  |  |  |  |  |  |  |  |  |  |  |  |  |  |
|  | 4. Alberto II, duque de Sajonia                             |  |  |  |  |  |  |  |  |  |  |  |  |  |  |  |
|  |                                                             |  |  |  |  |  |  |  |  |  |  |  |  |  |  |  |
|  |                                                             |  |  |  |  |  |  |  |  |  |  |  |  |  |  |  |
|  | 18. Otón I de Brunswick-Luneburgo                           |  |  |  |  |  |  |  |  |  |  |  |  |  |  |  |
|  |                                                             |  |  |  |  |  |  |  |  |  |  |  |  |  |  |  |
|  |                                                             |  |  |  |  |  |  |  |  |  |  |  |  |  |  |  |
|  | 9. Elena de Brunswick-Luneburgo                             |  |  |  |  |  |  |  |  |  |  |  |  |  |  |  |
|  |                                                             |  |  |  |  |  |  |  |  |  |  |  |  |  |  |  |
|  |                                                             |  |  |  |  |  |  |  |  |  |  |  |  |  |  |  |
|  | 19. Matilda de Brandemburgo, duquesa de Brunswick-Luneburgo |  |  |  |  |  |  |  |  |  |  |  |  |  |  |  |
|  |                                                             |  |  |  |  |  |  |  |  |  |  |  |  |  |  |  |
|  |                                                             |  |  |  |  |  |  |  |  |  |  |  |  |  |  |  |
|  | 2. Rodolfo I, duque de Sajonia-Wittenberg                   |  |  |  |  |  |  |  |  |  |  |  |  |  |  |  |
|  |                                                             |  |  |  |  |  |  |  |  |  |  |  |  |  |  |  |
|  |                                                             |  |  |  |  |  |  |  |  |  |  |  |  |  |  |  |
|  | 20. Alberto IV, conde de Habsburgo                          |  |  |  |  |  |  |  |  |  |  |  |  |  |  |  |
|  |                                                             |  |  |  |  |  |  |  |  |  |  |  |  |  |  |  |
|  |                                                             |  |  |  |  |  |  |  |  |  |  |  |  |  |  |  |
|  | 10. Rodolfo I de Alemania                                   |  |  |  |  |  |  |  |  |  |  |  |  |  |  |  |
|  |                                                             |  |  |  |  |  |  |  |  |  |  |  |  |  |  |  |
|  |                                                             |  |  |  |  |  |  |  |  |  |  |  |  |  |  |  |
|  | 21. Heilwiga de Kyburg                                      |  |  |  |  |  |  |  |  |  |  |  |  |  |  |  |
|  |                                                             |  |  |  |  |  |  |  |  |  |  |  |  |  |  |  |
|  |                                                             |  |  |  |  |  |  |  |  |  |  |  |  |  |  |  |
|  | 5. Inés de Habsburgo                                        |  |  |  |  |  |  |  |  |  |  |  |  |  |  |  |
|  |                                                             |  |  |  |  |  |  |  |  |  |  |  |  |  |  |  |
|  |                                                             |  |  |  |  |  |  |  |  |  |  |  |  |  |  |  |
|  | 22. Burcardo V, conde de Hohenburgo                         |  |  |  |  |  |  |  |  |  |  |  |  |  |  |  |
|  |                                                             |  |  |  |  |  |  |  |  |  |  |  |  |  |  |  |
|  |                                                             |  |  |  |  |  |  |  |  |  |  |  |  |  |  |  |
|  | 11. Gertrudis de Hohenburgo                                 |  |  |  |  |  |  |  |  |  |  |  |  |  |  |  |
|  |                                                             |  |  |  |  |  |  |  |  |  |  |  |  |  |  |  |
|  |                                                             |  |  |  |  |  |  |  |  |  |  |  |  |  |  |  |
|  | 23. Matilde de Tubinga                                      |  |  |  |  |  |  |  |  |  |  |  |  |  |  |  |
|  |                                                             |  |  |  |  |  |  |  |  |  |  |  |  |  |  |  |
|  |                                                             |  |  |  |  |  |  |  |  |  |  |  |  |  |  |  |
|  | 1. Rodolfo II, duque de Sajonia-Wittenberg                  |  |  |  |  |  |  |  |  |  |  |  |  |  |  |  |
|  |                                                             |  |  |  |  |  |  |  |  |  |  |  |  |  |  |  |
|  |                                                             |  |  |  |  |  |  |  |  |  |  |  |  |  |  |  |
|  | 24. Alberto II de Brandemburgo                              |  |  |  |  |  |  |  |  |  |  |  |  |  |  |  |
|  |                                                             |  |  |  |  |  |  |  |  |  |  |  |  |  |  |  |
|  |                                                             |  |  |  |  |  |  |  |  |  |  |  |  |  |  |  |
|  | 12. Otón III, margrave de Brandeburgo                       |  |  |  |  |  |  |  |  |  |  |  |  |  |  |  |
|  |                                                             |  |  |  |  |  |  |  |  |  |  |  |  |  |  |  |
|  |                                                             |  |  |  |  |  |  |  |  |  |  |  |  |  |  |  |
|  | 25. Matilde de Lusacia                                      |  |  |  |  |  |  |  |  |  |  |  |  |  |  |  |
|  |                                                             |  |  |  |  |  |  |  |  |  |  |  |  |  |  |  |
|  |                                                             |  |  |  |  |  |  |  |  |  |  |  |  |  |  |  |
|  | 6. Otón V, margrave de Brandeburgo-Salzwedel                |  |  |  |  |  |  |  |  |  |  |  |  |  |  |  |
|  |                                                             |  |  |  |  |  |  |  |  |  |  |  |  |  |  |  |
|  |                                                             |  |  |  |  |  |  |  |  |  |  |  |  |  |  |  |
|  | 26. Venceslao I de Bohemia                                  |  |  |  |  |  |  |  |  |  |  |  |  |  |  |  |
|  |                                                             |  |  |  |  |  |  |  |  |  |  |  |  |  |  |  |
|  |                                                             |  |  |  |  |  |  |  |  |  |  |  |  |  |  |  |
|  | 13. Beatriz de Bohemia                                      |  |  |  |  |  |  |  |  |  |  |  |  |  |  |  |
|  |                                                             |  |  |  |  |  |  |  |  |  |  |  |  |  |  |  |
|  |                                                             |  |  |  |  |  |  |  |  |  |  |  |  |  |  |  |
|  | 27. Cunegunda de Suabia                                     |  |  |  |  |  |  |  |  |  |  |  |  |  |  |  |
|  |                                                             |  |  |  |  |  |  |  |  |  |  |  |  |  |  |  |
|  |                                                             |  |  |  |  |  |  |  |  |  |  |  |  |  |  |  |
|  | 3. Jutta de Brandeburgo-Salzwedel                           |  |  |  |  |  |  |  |  |  |  |  |  |  |  |  |
|  |                                                             |  |  |  |  |  |  |  |  |  |  |  |  |  |  |  |
|  |                                                             |  |  |  |  |  |  |  |  |  |  |  |  |  |  |  |
|  | 28. Popón VII de Henneberg                                  |  |  |  |  |  |  |  |  |  |  |  |  |  |  |  |
|  |                                                             |  |  |  |  |  |  |  |  |  |  |  |  |  |  |  |
|  |                                                             |  |  |  |  |  |  |  |  |  |  |  |  |  |  |  |
|  | 14. Herman I, conde de Henneberg                            |  |  |  |  |  |  |  |  |  |  |  |  |  |  |  |
|  |                                                             |  |  |  |  |  |  |  |  |  |  |  |  |  |  |  |
|  |                                                             |  |  |  |  |  |  |  |  |  |  |  |  |  |  |  |
|  | 29. Brígida de Turingia                                     |  |  |  |  |  |  |  |  |  |  |  |  |  |  |  |
|  |                                                             |  |  |  |  |  |  |  |  |  |  |  |  |  |  |  |
|  |                                                             |  |  |  |  |  |  |  |  |  |  |  |  |  |  |  |
|  | 7. Judith de Henneberg-Coburgo                              |  |  |  |  |  |  |  |  |  |  |  |  |  |  |  |
|  |                                                             |  |  |  |  |  |  |  |  |  |  |  |  |  |  |  |
|  |                                                             |  |  |  |  |  |  |  |  |  |  |  |  |  |  |  |
|  | 30. Florencio IV de Holanda                                 |  |  |  |  |  |  |  |  |  |  |  |  |  |  |  |
|  |                                                             |  |  |  |  |  |  |  |  |  |  |  |  |  |  |  |
|  |                                                             |  |  |  |  |  |  |  |  |  |  |  |  |  |  |  |
|  | 15. Margarita de Holanda                                    |  |  |  |  |  |  |  |  |  |  |  |  |  |  |  |
|  |                                                             |  |  |  |  |  |  |  |  |  |  |  |  |  |  |  |
|  |                                                             |  |  |  |  |  |  |  |  |  |  |  |  |  |  |  |
|  | 31. Matilde de Brabante                                     |  |  |  |  |  |  |  |  |  |  |  |  |  |  |  |
|  |                                                             |  |  |  |  |  |  |  |  |  |  |  |  |  |  |  |
|  |                                                             |  |  |  |  |  |  |  |  |  |  |  |  |  |  |  |